# Карагеоргієвичі

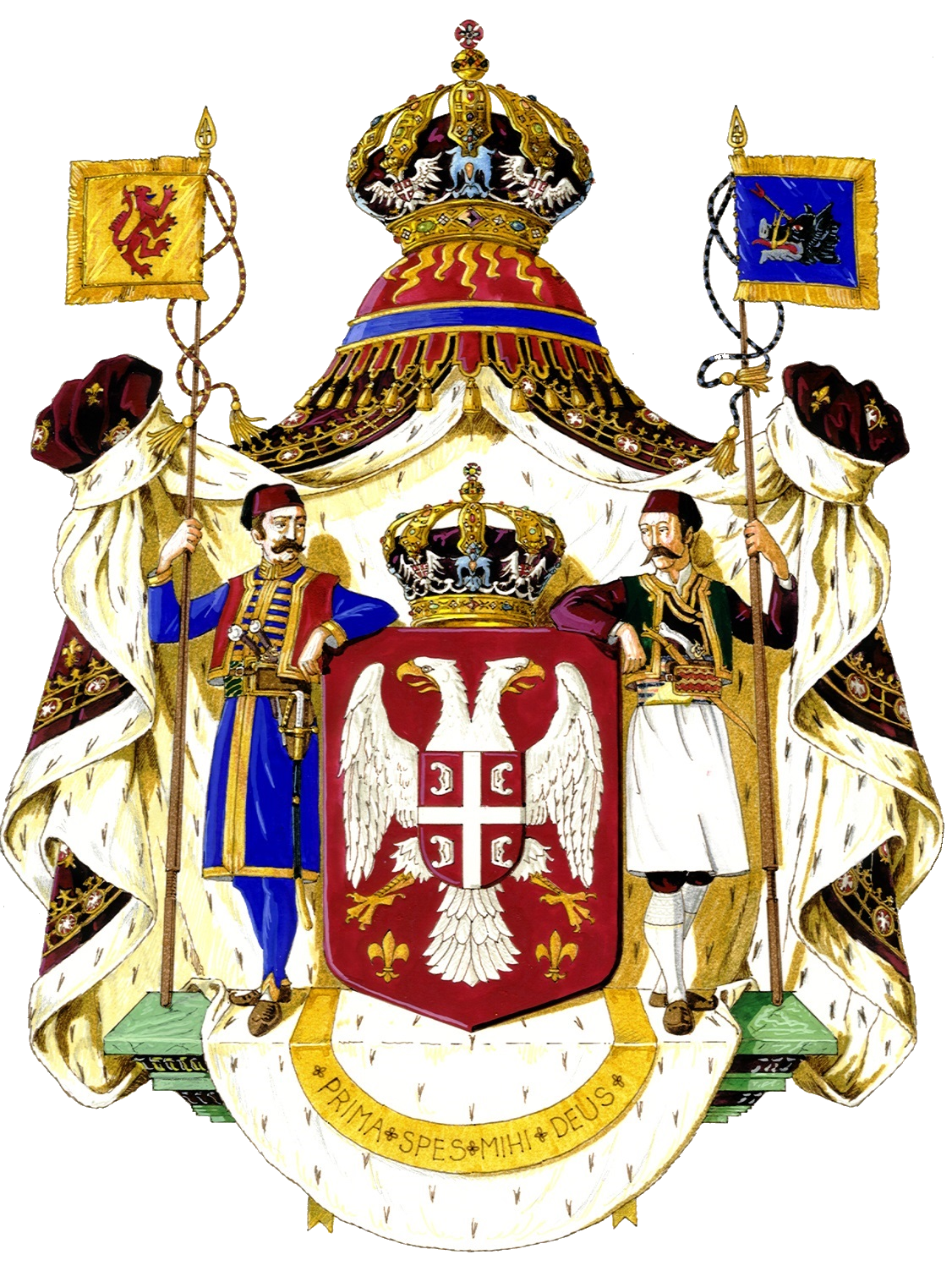
Герб династії

Карагеоргієвичі або Караджорджевичі (серб. Карађорђевићи) — сербська князівська (1842—1858) та королівська династія в Сербії (1903—1918), Королівстві Сербів, Хорватів і Словенців (1918—1929), королівстві Югославія (1929—1941, формально до 1945). 
Засновником династії був Георгій Петрович (Карагеоргій), лідер Першого сербського повстання проти Османської імперії. 29 листопада 1945 року Установчі збори Югославії проголосивши країну республікою ліквідували монархію. Правління династії припало на один з найтяжчих періодів в історії Сербії — боротьба за незалежність від Османської імперії, Перша світова війна, австрійська окупація, Друга світова війна, внутрішні міжнаціональні та внутрішньополітичні конфлікти тощо.
Більшість представників династії поховані в крипті храму святого Георгія на пагорбі Опленац поблизу міста Топола.  

## Історія

### Чорний Георгій
Родоначальником сербської династії був Чорний Георгій — Георгій Петрович, який народився в 1768 році в простій селянській родині. Традиційно вважається, що його предки походили із Чорногорії, з племені Васоєвичів та переселилися до центральної Сербії в першій половині XVIII століття. Існує дві версії походження його прізвиська «Карагеоргій» (тур. Kara — чорний):
- за однією з них під час повстання 1787 року, в якому брав участь молодий Георгій, він вбив свого батька за те, що той відмовився примкнути до повсталих і погрожував видати сина туркам;
- за іншою версією, маючи невгамовний характер Георгій в приступі гніву повісив власного брата.

За різними версіями прізвисько відображало смагляву зовнішність чи запальний та жорстокий характер повстанського ватажка.  
Наприкінці 1780-х і на початку 1790-х років родоначальник династії бився з турками під австрійським прапором, був гайдуком, пізніше торгував свинями.

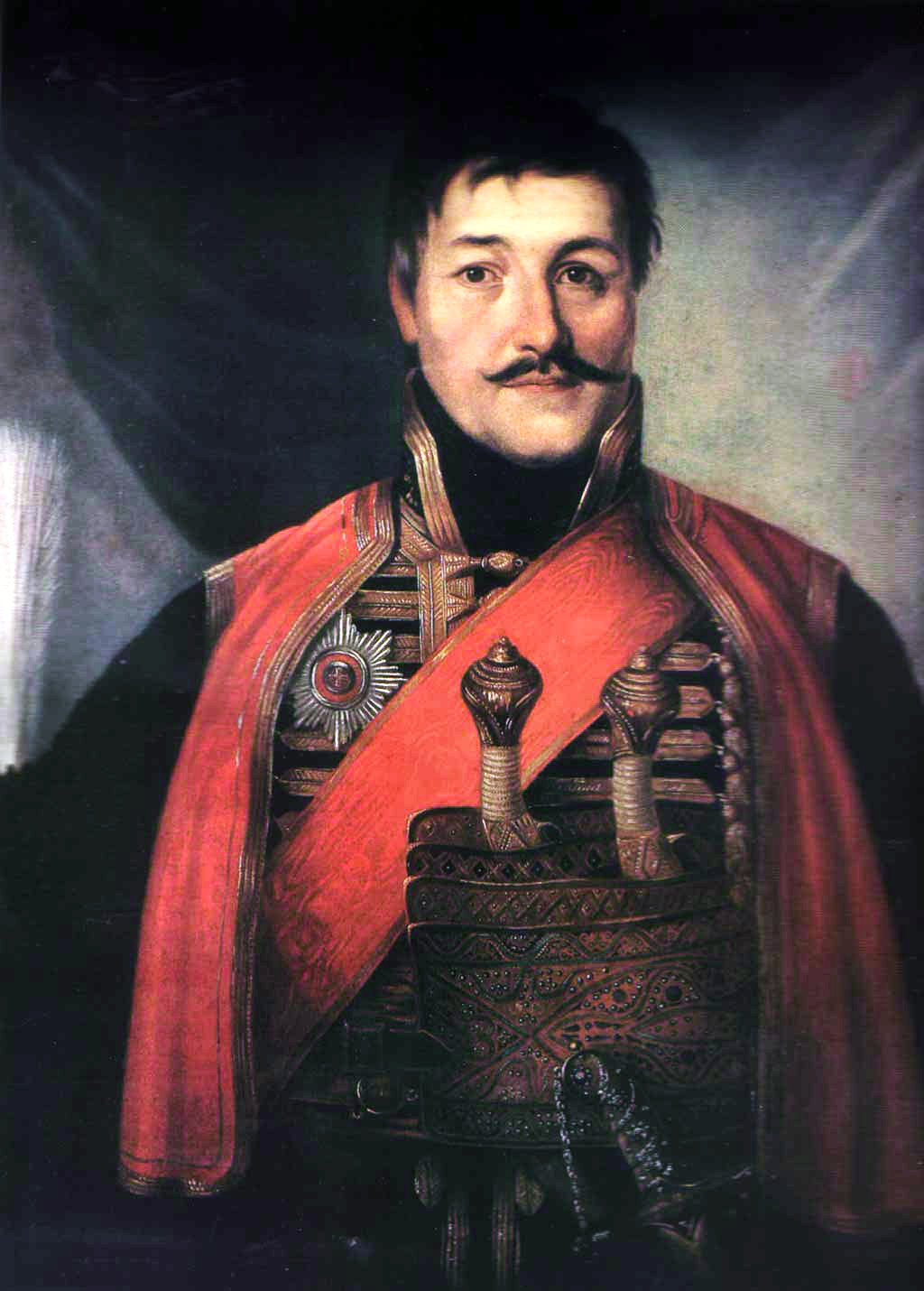
Портрет Карагеоргія

В 1804 році в Сербії спалахнуло чергове повстання проти спустошуючих країну розбійників-яничарів. Георгій Петрович одним з перших приєднався до повстання, очоливши загін гайдуків. Сучасники описували його як сильну, сміливу і винахідливу людину. Попри повну безграмотність, Георгій надав повстанню неоціниму користь, оскільки добре знав місцевість, вдачу співвітчизників і турків. Невдовзі він був обраний вождем однієї із областей Сербії. Повсталим допомагав боснійський паша, і розбійники швидко були розбиті. Султан Селім III як подяку за боротьбу з бунтівними яничарами наказав видати сербам зброю. Проте серби не зупинились на розгромі яничарів, і в 1806 році почалось визвольне повстання вже безпосередньо проти турецької влади. Блискуча перемога влітку 1807 року над значно переважаючим числом і озброєнням турецьким військом і взяття Белграду перетворили Карагеоргія в самого могутнього із сербських вождів. Невдовзі в його руках зосередилась вся військова і цивільна влада. До 1811 року Карагеоргію вдалось перетворити і повністю підпорядкувати собі урядову раду, що раніше протистояла його владі, і стати, таким чином, одноосібним правителем країни. В цьому ж році він був проголошений верховним вождем Сербії.
1813 року, коли турки знову вдерлись на територію Сербії, сили виявились не рівні, турецька армія отримувала перемогу за перемогою, гинули найкращі сербські загони, коштів на ведення війни бракувало. В такій критичній ситуації Карагеоргій втік за кордон, його приклад наслідували і сенатори. В Сербії був вибраний новий верховний вождь — Мілош Обренович, ставленик Австрійської імперії, старший брат якого Мілан був колись убитий Карагеоргієм. Коли в 1817 році Карагеоргій таємно повернувся на батьківщину, новий правитель повідомив про це турків і за їх наказом підіслав до свого суперника вбивць. Голову Георгія Обренович відіслав белградському паші, а той, в свою чергу, відправив її турецькому султану.

### князь Олександр Карагеоргієвич

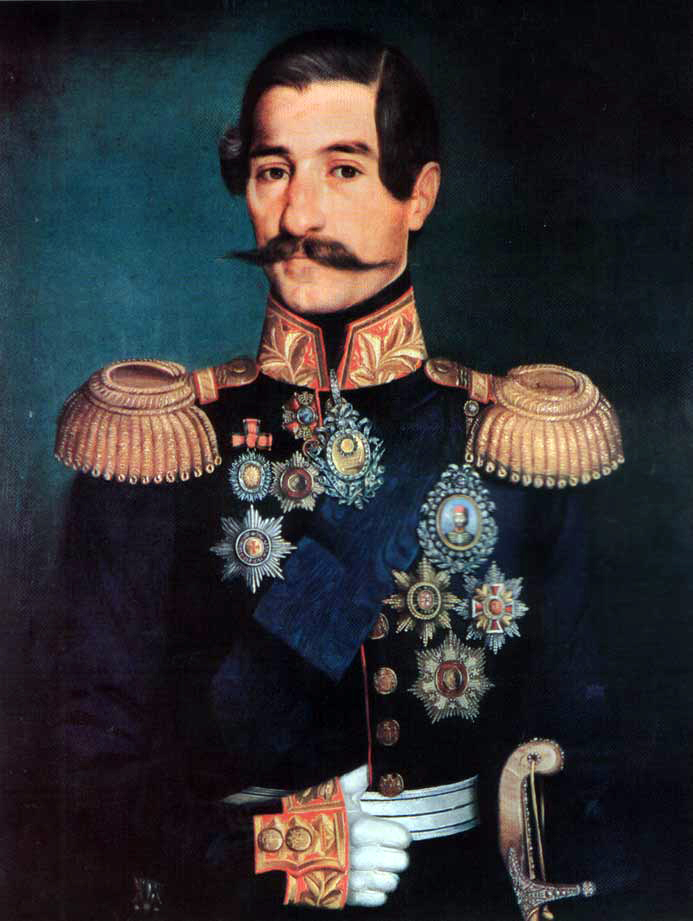
Олександр Карагеоргієвич

Після загибелі Карагеоргія, більшість сербів зберегли про нього пам'ять, як про славного воїна і підтримували його нащадків в прагненні зайняти престол. 1842 року в Сербії спалахнуло народне повстання, в результаті якого князь Михаїл Обренович (син Мілоша) був повалений і вимушений втекти із Сербії. На з'їзді господарів і воєвод (скупщині) князем був вибраний син Карагеоргія Олександр. Наступного року, за наполяганням Росії, не згодної з такими перемінами в Сербії, були проведені чергові вибори, які закінчились таким же результатом. Туреччина також визнала нового князя, якому весь час правління приходилось враховувати інтереси цієї країни.
Князь Олександр народився в 1806 році і після смерті батька жив в Росії і деякий час служив в російській армії. Повернувшись до Сербії, він в 1840 році став ад'юнктом князя Михаїла Обреновича, якого через два роки змінив на троні. Епоха Олександра Карагеоргієвича охарактеризована кодифікацією законів і утворенням нових державних установ, більшість з яких у видозміненому вигляді діють і у сучасній Сербії. Був виданий цивільний кодекс, реформовано судочинство, створений касаційний суд, засновано багато навчальних закладів. Реформи проходили за австрійським зразком і привели до посилення бюрократії. На відміну від свого батька Олександр Карагеоргієвич не користувався популярністю серед народу. Погіршували його положення його вічні суперники — Обреновичі, які підштовхували народ до повстання. Декілька бунтів в різний час і різних областях Сербії були жорстоко подавлені.
Під час Кримської війни Олександр зберігав нейтралітет, що не могло подобатись Росії, яка і без того хотіла бачити на сербському престолі Обреновичів. Дружня по відношенню до Туреччини і Австрії політика князя не подобалась сербам, і в 1858 році проти нього спалахнуло чергове повстання. Скупщина оголосила Олександра скинутим і закликала на трон старого Мілоша Обреновича. Карагеоргієвич був змушений втекти спочатку в белградську цитадель, до турецьких військ, потім в Австрію, в місто Тілічішра.
Наступні 45 років престол займали представники Обреновичів. 1868 року колишній князь був заочно засуджений сербським судом до 20 років ув'язнення за участь у вбивстві князя Михаїла Обреновича (звинувачення було сфабриковане). Скупщина оголосила його нащадків позбавленими прав на сербський престол. Австро-угорським судом Олександр Карагеоргієвич був засуджений до восьми років ув'язнення, які і відбув у місцевій тюрмі. Колишній князь помер в 1885 році.

### Петро I Карагеоргієвич

Петро І Карагеоргієвич

Довгоочікувана дитина в сім'ї Олександра Карагеоргієвича і Персіди Ненадович з'явилась на 15 році одруження, 11 липня 1844 року. 1858 року разом із скинутим батьком Петро покинув Сербію, мешкав в Швейцарії, Франції, Італії і Чорногорії. Молодий Карагеоргієвич навчався у Франції, закінчив Сен-Сірську військову школу. В 1870—1871 роках в чині капітана брав участь у франко-прусській війні і був нагороджений орденом Почесного легіону. В 1875—1876 роках під іменем Петра Марковича майбутній сербський король брав участь у боснійському визвольному русі проти Туреччини. Після придушення повстання скитався по Швейцарії, Італії, Чорногорії. Влітку 1883 року Петро Карагеоргієвич одружився з старшою дочкою чорногорського князя Миколи I Негоша княжною Зоркою. Від цього шлюбу народилось п'ятеро дітей.
Шлях до сербського престолу відкрило насильство. В травні 1903 року групою офіцерів Белградського гарнізону був вчинений заколот проти короля Сербії Олександра І Обреновича. У ніч на 11 червня заколотники проникли в палац і розстріляли царську сім'ю — Олександра і його дружину Драгу. Зі смертю молодого короля, якому було лише 27 років, закінчився рід Обреновичів. Разом з цими новинами Петро Карагеоргієвич отримав ще одну, досить несподівану — скупщина одноголосно вибрала його королем. Невдовзі до нього прибула делегація з проханням зайняти пустий сербський престол. Вигнанець, після довгих років поневірянь повернувся на батьківщину і у вересні 1903 року в Белграді був урочисто коронований під іменем Петра І Карагеоргієвича.
В той час Сербія, хоч і була монархією, але не абсолютною, оскільки держава жила за конституцією, якої дотримувався і новий король. В усіх державних справах він враховував побажання скупщини, за її рекомендаціями призначав і звільняв посадових осіб. Петра I називали коректним монархом, який піклується про визнання Сербії. При ньому склались тісні союзницькі відносини з Росією.
28 червня 1914 року, після вбивства в Сараєво ерцгерцога Франца Фердинанда, австро-угорська преса почала звинувачувати в ньому сербське керівництво. Почалися арешти сербів, які проживали в Боснії, демонстрації і погроми сербських магазинів. Відень висунув Сербії жорсткий ультиматум, відповідати на який виявилось просто нікому. Король Петро І відбув на лікування, міністри роз'їхались по країні, а скупщину недавно розпустили до наступних виборів. До ультиматуму була прикладена декларація під назвою «Великосербська пропаганда», в якій говорилось про слов'янську загрозу європейській безпеці. Попри відсутність вищих урядових чинів і загальну розгубленість, сербські чиновники дали на ультиматум розумну відповідь, який не давав Австро-Угорщині ніяких приводів до оголошення війни. Попри це, 28 липня 1914 року австро-угорський уряд оголосив Сербії війну.
29 липня о п'ятій годині ранку розпочався обстріл Белграда через Дунай. Сербія не робила ніяких дій, окрім оборонних, Австро-Угорщина повела активний наступ. З початком війни, король Петро І, якому було уже 70 років, передав владу своєму сину, Александру, головнокомандуючому 1-ю сербською армією, який був коронований у 1921 році під іменем Александра I Карагеоргієвича. Взимку 1915—1916 року серби відступали через гірські перевали на південь, в сторону Адріатичного моря, під натиском переважаючих сил противника. Пристарілий і хворий Петро І не бажаючи залишатися під австрійською окупацією, розділив зі своєю армією всі труднощі відступу. Він їхав в на простому возі, запряженому волами. Солдати гинули тисячами від холоду, голоду, хвороб. Коли вони досягли портів Албанії, звідки мали перебратися на острів Корфу, за свідченнями очевидців, від трьохсоттисячної армії, лишилось лише сто двадцять тисяч «живих скелетів зі зброєю».
Після перемоги, в грудні 1918 року було створене єдине Королівство сербів, хорватів і словенців, що об'єднало Сербію, Чорногорію, Македонію, Воєводину, Славонію, Хорватію, Боснію і Герцеговину, значні частини Далмації і Словенії. Петро І Карагеоргієвич був урочисто проголошений першим королем цієї нової держави. Фактично ж влада залишалась у його сина Александра.
Петро I помер в Белграді 16 серпня 1921 року не 78-му році життя, залишивши після себе своєму народові добру пам'ять, міцну армію і сильного спадкоємця — блискучого стратега і талановитого полководця.

### Олександр I Карагеоргієвич

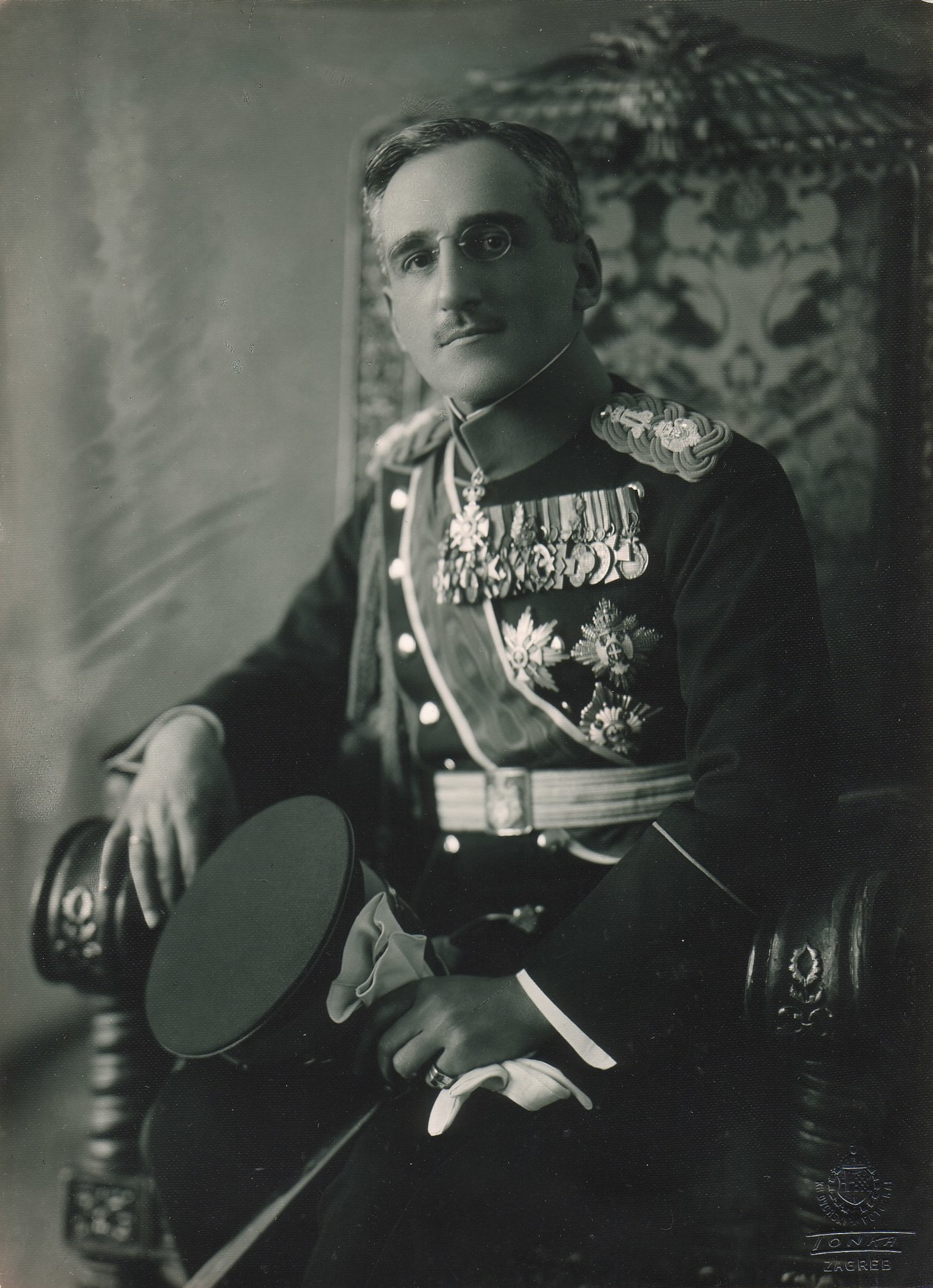
Олександр I Карагеоргієвич

Олександр I Карагеоргієвич народився 17 грудня 1888 року. Молодість майбутній монарх провів в Росії, де навчався в Пажеському корпусі. Фактично Александр правив країною з початку Першої світової війни. З самого початку правління нового короля переслідували невдачі. Скупщина формувалась тепер із представників різних політичних партій, що викликало постійні розбіжності всередині цього законодавчого органу. Новоутворена держава являла собою вибухонебезпечну суміш католиків, православних і мусульман, що не додавало стабільності. Після війни і Жовтневого перевороту 1917 року в Росії серед югославських робітників і селян швидко розповсюджувались соціалістичні ідеї, при виборах до Скупщини комуністична партія отримала 200 тисяч голосів. Натхненні російським прикладом і підтримкою своїх прихильників, комуністи почали закликати до перетворення країни в радянську республіку. Державу підривали внутрішні конфлікти, над монархією нависла реальна загроза, тому король пішов на крайні заходи.
В січні 1929 року Олександр I Карагеоргієвич призупинив дію конституції, розпустив парламент, заборонив діяльність всіх політичних партій, основаних на етнічних, релігійних чи регіональних принципах, встановив поділ країни на дев'ять частин — бановин. Таким чином, після Першої світової війни в Європі виникла православна монархічна деспотія, яка проіснувала трохи більше п'яти років. Змінилась і назва держави — віднині вона іменувалось королівством Югославія. Ці міри викликали бурхливу відповідь. Міжнаціональні тертя посилились, лунали вимоги незалежності Хорватії, Словенії і Македонії, сформувалась профашистська організація, що виступала за незалежність Хорватії і проболгарська революційна організація, ціллю якої була незалежність Македонії. Сепаратистів активно підтримували Італія, Угорщина і Болгарія. Назрівав черговий міжнародний конфлікт.
Через загострення відносин з Італією і несприятливій зовнішньополітичній обстановці король Александр І в жовтні 1934 року прибув до Марселя для переговорів з Луї Барту — міністром іноземних справ Франції, яка була дружньою з Югославією. 10 жовтня по дорозі в центр міста король і зустрічаючий його міністр, які їхали у відкритому автомобілі, були розстріляні в упор терористом. Просліджувався зв'язок з хорватськими і македонськими сепаратистами, яких підтримувала фашистська Німеччина і Італія.

### Петро II Карагеоргієвич

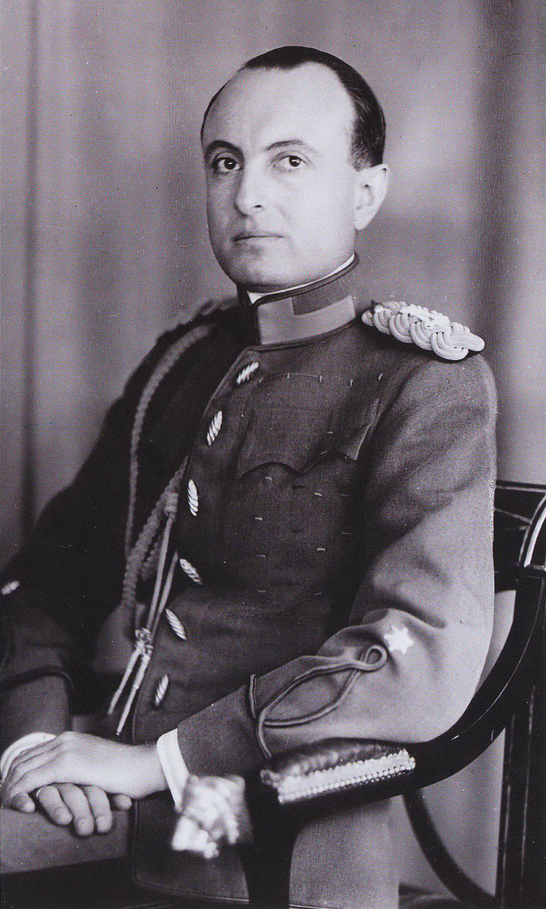
Павло Карагеоргієвич

Син Александра Петро II народився 6 вересня 1923 року. На момент трагічної загибелі батька, спадкоємцю сербського престолу виповнилось лише 11 років, він перебував у Лондоні, де отримував освіту. Регентом до нього був приставлений Павло, двоюрідний брат Александра. Регент змінив зовнішньополітичний курс і став орієнтуватись на Німеччину та Італію, що викликало бурю обурення серед югославського народу. Влада дозволила утворення політичних партій з фашистським чи крайнє правим нахилом, а в березні 1941 року Югославія підписала протокол про приєднання до Берлінського пакту — союзу в який входили Німеччина, Італія і Японія. Це стало останньою краплею і двома днями пізніше молодий Петро II, якого підтримувала переважаюча частина населення, взяв владу в свої руки шляхом військового перевороту. Проте в квітні того ж року фашистські війська окупували країну і сімнадцятирічний король вимушений був залишити її.

Югославія була розділена на частини, які потрапили під контроль до Німеччини, Італії, Угорщини і Болгарії. 1941 року лідер комуністичної партії Югославії Йосип Броз Тіто очолив партизанський рух, а уряд, очолюваний Петром II, який був в еміграції, підтримував збройні загони четників, які не тільки боролись з німцями, а і воювали з комуністами. 1942 року Тіто сформував Антифашистське віче народного визволення Югославії і створив на звільнених територіях регіональні ради і народно-визвольні комітети, підконтрольні комуністам. 

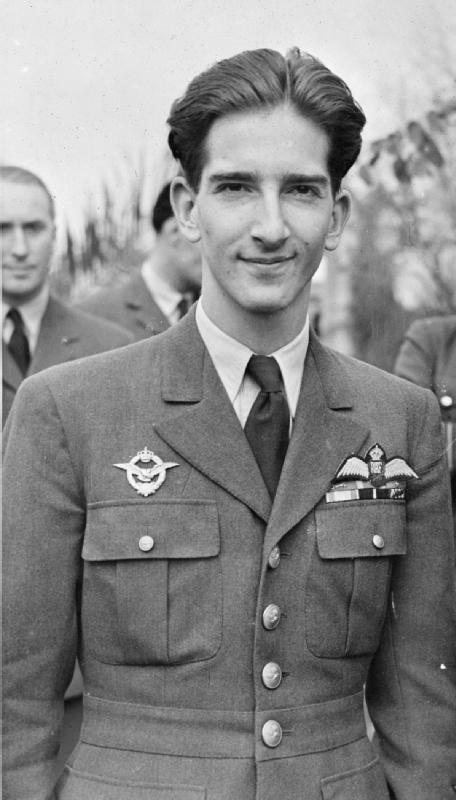
Петро II Карагеоргієвич

Це віче 29 листопада 1943 року під загрозою фізичної розправи заборонило королю Петру II повертатися на батьківщину. Партизанський опір діяв досить успішно в багатьох регіонах Югославії, партизанам вдавалось залучити людей на свою сторону обіцянками федеративного устрою країни і рівних прав для всіх національностей. Лише в Сербії народ залишався на стороні четників та королівської влади. Партизани Тіто при підтримці Червоної Армії розпочали компанію по визволенню Сербії, яка закінчилась вступом партизанських загонів в Белград 20 жовтня 1944 року.
Після перемоги над фашистами в листопаді 1945 року Установча скупщина офіційно ліквідувала монархію і проголосила Федеративну Народну Республіку Югославію. Всі лідери політичних партій, які були інших з комуністами поглядів, були арештовані і ув'язнені. Так закінчилась історія монархії в Югославії Проте історія Карагеоргієвичів на цьому не закінчилась.
Петро II під час війни знаходився в Англії, яка підтримувала четників. 1944 року він одружився з дочкою грецького короля Александрою. Сім'я Карагеоргієвичів переїздила з однієї європейської країни до іншої протягом кількох десятиліть. Помер Петро II 3 листопада 1970 року в Лос-Анжелесі, після тяжкої хвороби. Останній король Югославії, який більшу частину свого життя проживав в статусі політичного емігранта, був похований в монастирі Святого Сави, поблизу Чикаго, який вважається духовним і політичним центром сербських емігрантів США. В похоронах узяли участь близько 15 тисяч сербів і представників інших слов'янських народів.

## Сучасні Карагеоргієвичі
Рід Карагеоргієвичів не згас зі смертю короля Петра II. В нього залишився син і спадкоємець принц Олександр, в якого є троє синів — Петро, Олександр і Філіпп Карагеоргієвичі.
В березні 2000 року нащадки Чорного Георгія домоглися сербського громадянства  і після понад півстолітньої відсутності, не боячись бомбардувань і міжнаціональних конфліктів, повернулись на батьківщину. Нині вони мешкають в палаці Карагеоргієвичів в Дедіньє, елітному районі Белграда.
Також нащадки залишилися і в Павла Карагеоргійовича (двоюрідного брата Олександра Карагеоргієвича) від його дружини Ольги Грецької. Від цього шлюбу сімейство мало трьох дітей: синів Олександра та Ніколу, а також доньку Єлизавету. Остання навіть брала участь у президентських виборах в Сербії у 2004 р., але набрала лише 2.1% виборчих голосів (або 63 991 голос), що однак поставило її на 6 місце в списку кандидатів. До того ж, Олександр Карагеоргієвич має п'ять дітей (Димитрія, Михайла, Сергія, Єлену та Душана), Єлизавета трьох дітей (Кетрін Оксенберг, Кристину Оксенберг та Ніколаса Аугустуса Бальфора). Нікола Карагеоргієвич не залишив нащадків (загинув у 1954 р. в автомобільній катастрофі).